# Вербовка (Бахмачский район)
Вербо́вка (укр. Вербівка) — село, расположенное на территории Бахмачского района Черниговской области (Украина) на берегу реки Сейм.
Население составляет 58 жителей (2006 год). Плотность населения — 580 чел/км².
Впервые упоминается в 1700 году.
Средняя высота населённого пункта — 121 м над уровнем моря. Село находится в зоне умеренно континентального климата.
Национальный состав представлен преимущественно украинцами, конфессиональный состав — христианами.